# Chana Orloff
Pour les articles homonymes, voir Orloff.
Chana Orloff, née le 12 juillet 1888 à Tsarekonstantinovka (maintenant Kamianka dans l'oblast de Zaporijjia en Ukraine) et morte à Tel Aviv, le 16 décembre 1968, est une sculptrice figurative française.

## Biographie

### Enfance
Chana Orloff naît le 12 juillet 1888 à Tsarekonstantinovka, devenue Kamianka, en Ukraine, à une centaine de kilomètres de Marioupol,. Son père est précepteur et sa grand-mère, sage-femme ; elle est l'avant-dernière d'une fratrie de dix frères et sœurs.
À la suite des pogroms de 1905, elle émigre avec sa famille, en Palestine, qui fait encore partie de l'Empire ottoman. Elle trouve un emploi de tailleuse et couturière à Jaffa, où elle se joint au groupe sioniste Hapoel Hatzaïr (Le jeune ouvrier), et apporte son aide à d'autres immigrants qui viennent d'arriver.

### Sculptrice

#### Carrière à Paris
Après cinq années en Palestine, on lui offre un poste d'enseignante de coupe et couture dans un lycée de Herzliya, mais son frère l'aide à partir à Paris pour étudier la mode. Peu après son arrivée, elle décide de faire plutôt des études artistiques, et s'inscrit à des cours de sculpture à l'Académie russe de Montparnasse.
Elle se lie d'amitié avec d'autres jeunes artistes juifs, parmi lesquels Marc Chagall, Chaim Jacob Lipchitz, Amedeo Modigliani, Pascin, Chaïm Soutine et Ossip Zadkine, et, en 1913, elle expose au Salon d'automne.
En 1916, elle épouse Ary Justman, un écrivain et poète né à Varsovie. Le couple aura un fils, Elie, surnommé Didi, mais Ary meurt de la grippe espagnole lors de l'épidémie de 1919.
En 1925, elle et son fils obtiennent la nationalité française et elle reçoit la Légion d'honneur. Grâce à une bonne santé financière, elle peut quitter son atelier du 68, rue d'Assas en faisant construire une maison-atelier, à la villa Seurat dans le 14e arrondissement de Paris, sur les plans de l'architecte Auguste Perret.
Entre 1929 et 1947, Chana Olroff expose plusieurs fois aux États-Unis, notamment grâce à la collectionneuse américaine Mary Blair qui découvre ses travaux à Paris dès 1924.
Dans les années 1930, elle fréquente régulièrement, au 20 rue Jacob, le Salon de Natalie Barney, pour qui elle réalisera une grande chouette placée dans son jardin (la sculpture sera détruite pendant la Seconde Guerre mondiale).
Elle participe aux expositions de groupe organisées par la Société des femmes artistes modernes (FAM), créée en 1931 par Marie-Anne Camax-Zoegger.

#### Seconde guerre mondiale
En 1942, après l'occupation de la zone libre, elle s'enfuit en Suisse avec son fils et le peintre juif tchèque Georges Kars, grâce à l'aide du commissaire de police Louis Duclos . En février 1945, Kars se suicide à Genève, elle retourne à Paris avec son fils et constate que sa maison a été saccagée et les sculptures de son atelier détruites. L'une de ses œuvre L'enfant Didi, représentation en bois d’environ 80 centimètres d'Elie, le fils unique de Chana Orloff, est retrouvée en 2008 à New York et restituée en 2023.

#### Indépendance d'Israël
Après la création de l’État d'Israël, elle y passe de plus en plus de temps. En 1949, le Musée des Beaux-Arts de Tel Aviv organise une exposition de 37 de ses sculptures. Elle reste en Israël pendant environ un an pour achever une sculpture de David Ben Gourion, le Monument des héros dédié aux défenseurs d'Ein Gev et le Monument de la maternité en mémoire de Chana Tuckman morte pendant la guerre israélo-arabe de 1948-1949. Outre ces monuments, elle a sculpté les portraits du futur Premier ministre Levi Eshkol, des architectes Pierre Chareau et Auguste Perret, des peintres Henri Matisse, Amedeo Modigliani, Pablo Picasso et Per Krohg, ainsi que des poètes Hayyim Nahman Bialik et Pierre Mac Orlan.
Chana Orloff meurt en Israël, à Tel Aviv, le 16 décembre 1968.

### Famille
Le 7 octobre 2023, trois membres de la famille de Chana Orloff — dont  Lilach Lea Kipnis, âgée de 60 ans, une des deux petites-nièces de l'artiste et son mari —, vivant au kibboutz Be'eri (fondé par ses neveux) dans le sud d'Israël, sont tués par les terroristes du Hamas. Sept autres membres de la famille, dont trois enfants, sont retenus en otage. Six d'entre eux ont été libérés au bout de 50 jours de captivité et un seul membre restait captif.

## Décoration
- Chevalier de la Légion d'honneur (1925)

## Hommages
La rue Chana-Orloff, dans le 19e arrondissement de Paris, porte son nom, et une statue d'elle Mon fils marin (1924) orne, depuis novembre 2018, la place des Droits-de-l'Enfant, dans le 14e arrondissement.
Dans le 14e arrondissement de Paris, sa maison-atelier du 7 bis, villa Seurat, conçue en 1926 pour Chana Orloff par Auguste Perret et dans laquelle elle vécut et travailla de 1926 de 1968 a été conservée par ses héritiers dans l'état dans lequel l'artiste l'a laissée. Cette maison-atelier a été labellisée en 2020 « maison des illustres » par le ministère de la Culture. La maison-atelier est ouverte à la visite sur rendez-vous.
Une partie de ses œuvres fait partie de la collection permanente du musée Sainte-Croix de Poitiers. Le musée Zadkine à Paris lui consacre une grande exposition en 2024. Le musée d’art et d’histoire du Judaïsme à Paris présente en permanence dans sa salle introductive Le Peintre juif, une sculpture de 1920.

## Galerie Photos

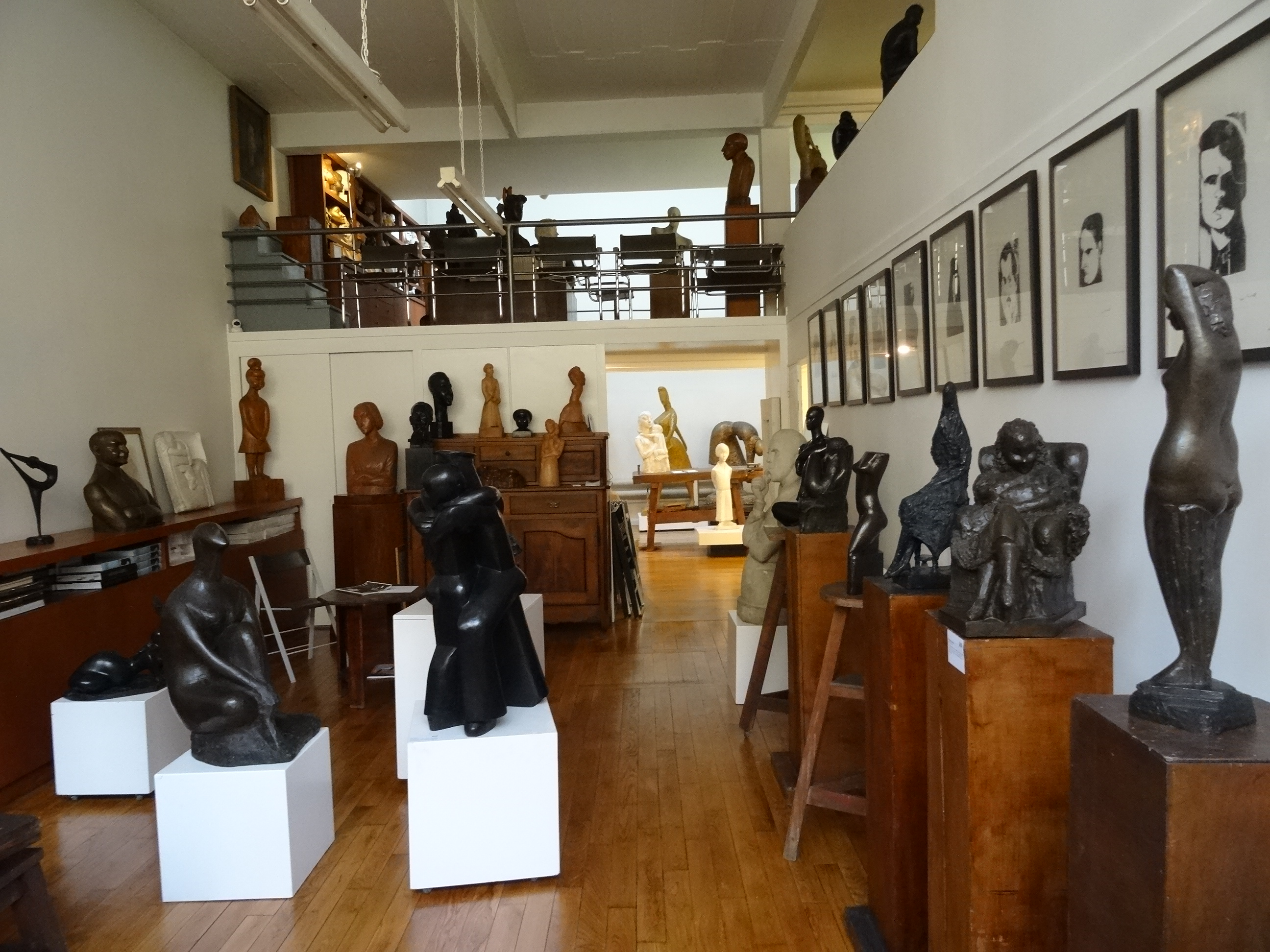
Maison-atelier de Chana Orloff, 7 bis villa Seurat, Paris.
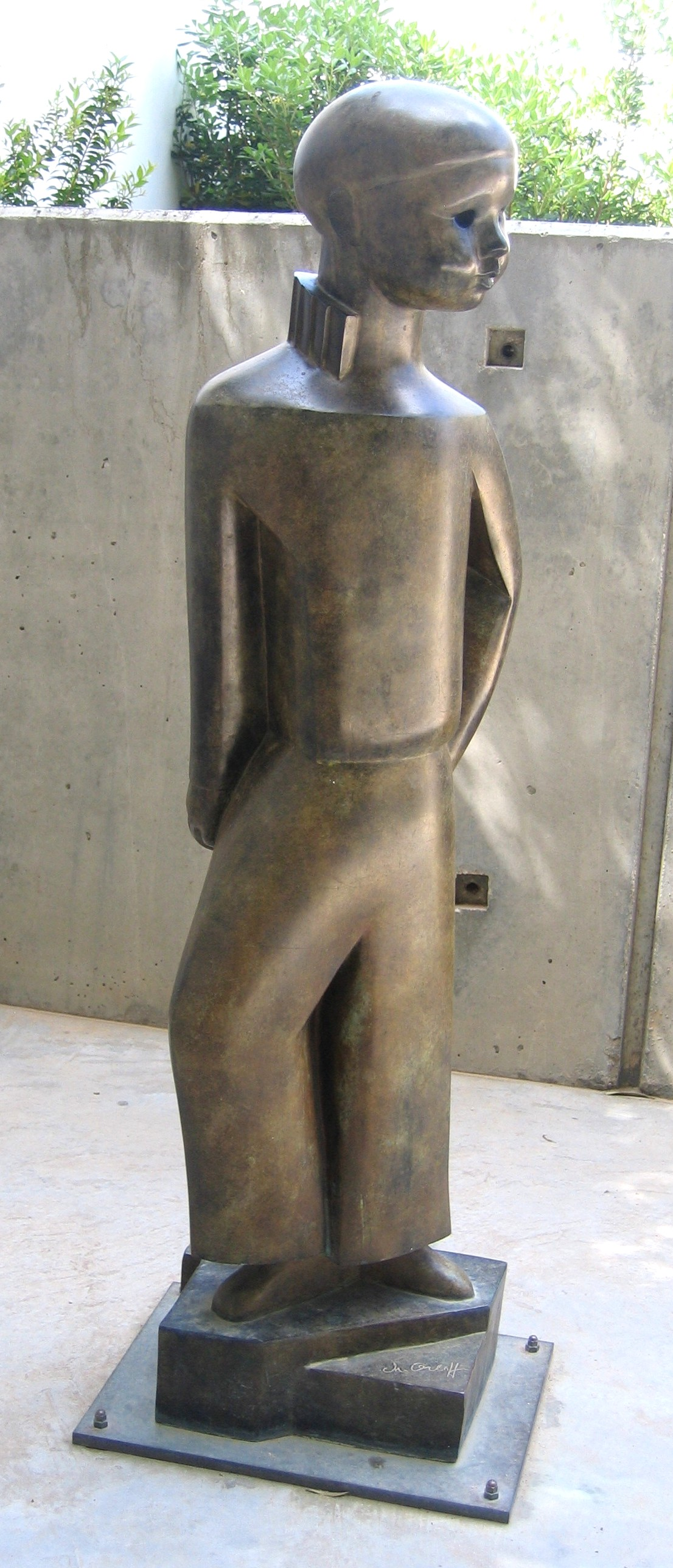
Mon fils marin, 1924, Musée d'art de Tel Aviv.
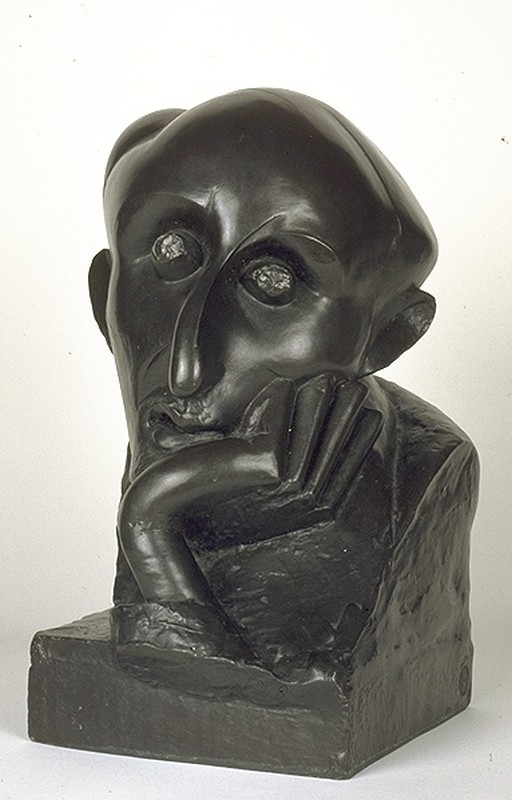
Le peintre juif, 1920, Musée d'art et d'histoire du judaïsme.
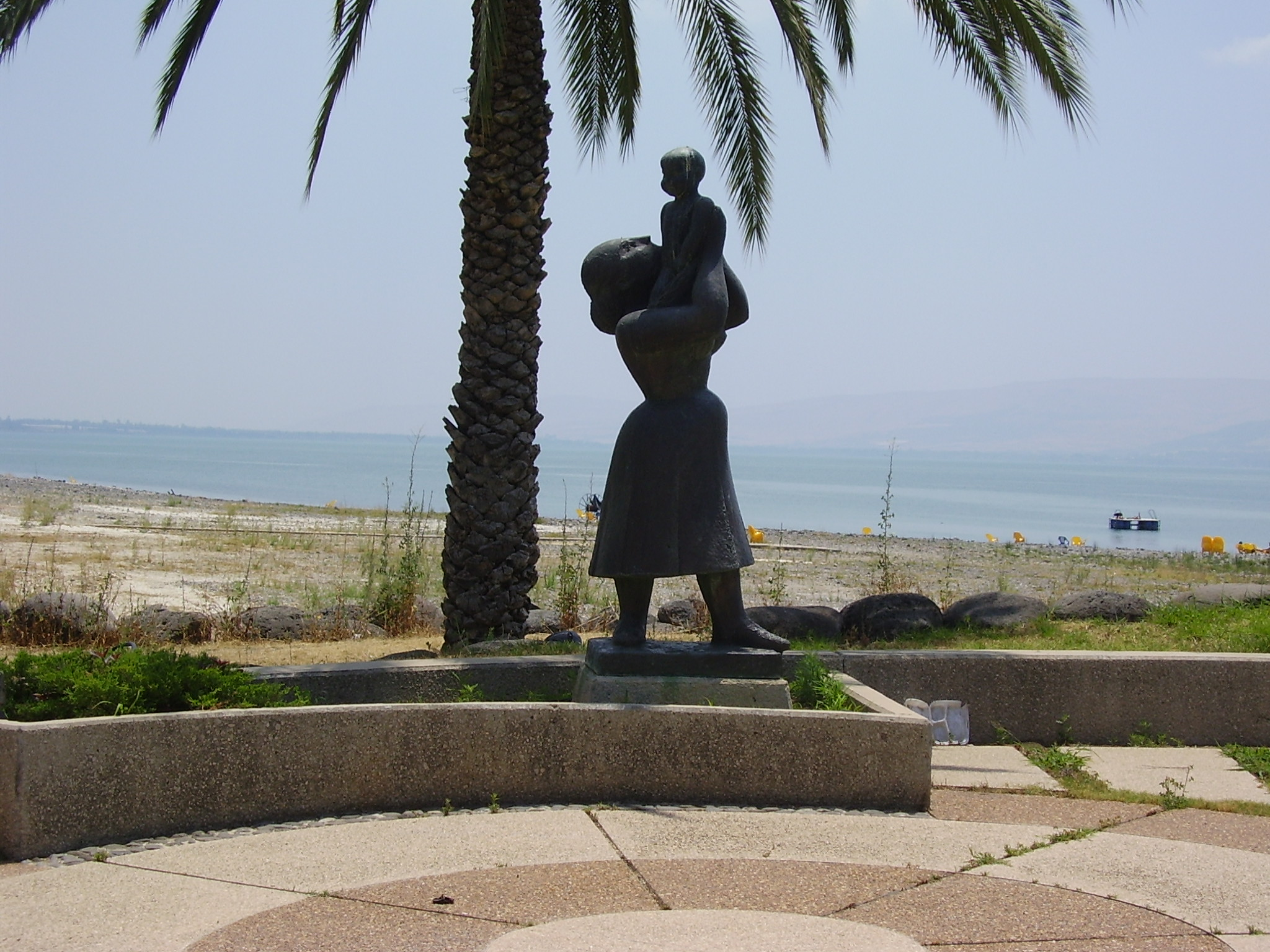
Mère et enfant, kibboutz Ein-Gev, Israel.